# Harry Strom
Pour les articles homonymes, voir Strom.
Harry Edwin Strom, né le 7 juillet 1914 à Burdett (Alberta) et mort le 2 octobre 1984 à Edmonton (Alberta), est un homme politique canadien d'ascendance suédoise ; il a été premier ministre de l'Alberta de 1968 à 1971. 

## Biographie
Né à Burdett, en Alberta, il était le premier premier ministre né dans la province. Il avait auparavant été ministre de l'Agriculture de 1962 à 1967 dans le gouvernement d'Ernest Manning, ayant été d'abord élu à l'Assemblée législative de l'Alberta pour Cypress aux élections provinciales de 1955.